# Antoni Prat i Seuba
Antoni Prat i Seuba   (Òdena, 21 de juny de 1934) és un empresari i artista floral català.
Nasqué a Cal Cinto d'Òdena (Can Brunet). El 1954 marxà a Barcelona, on treballaria a una floristeria de les rambles propietat dels seus oncles. Posteriorment organitzaria la seva pròpia floristeria, Flors Prat Bonanova, al Passeig Bonanova, i després a la Plaça Bonanova. El seu sentit innovador ha permès la incorporació de nous materials i formes a l'art de l'ornamentació floral, amb material exportat dels Estats Units. La seva fama el va ajudar a treballar en l'organització de les Olimpíades de Barcelona de 1992 i posteriorment en els preparatius de l'art floral del casament de la infanta Cristina de Borbó i Grècia amb Iñaki Urdangarín.
El 2011 va rebre la Creu de Sant Jordi.